# 南京鉄道学院駅
南京鉄道学院駅（なんきんてつどうがくいんえき）は、中華人民共和国江蘇省南京市浦口区に位置する南京地下鉄11号線の駅である。

## 歴史
- 2021年11月30日: 着工[1]。

## 隣の駅
南京地下鉄
■ 11号線
新馬路駅 - 南京鉄道学院駅 - 広西埂大街駅

## 駅周辺
- 中国中車南京浦鎮車輛公司